# 슬사
슬사(膝射, kneeling position) 자세는 한쪽 무릎은 세우고 다른 무릎은 꿇은 채 사격하는 사격 자세의 일종이다. 무릎쏴 자세라고도 한다.
입사 자세와 복사 자세의 중간쯤 되는 안정성을 가지고 있는 자세이다. 국제식 사격에서는 슬사 자세로만 진행되는 경기는 없다.
슬사 자세에서는 사격 재킷에 연결된 가죽끈으로 총을 받치는 손목을 지지하고, 무릎을 꿇은 쪽의 발목 아래에 사격 베개를 두어 받칠 수 있다.